# Maurice Jarre
Maurice Jarre (n. 13 septembrie 1924, Lyon, Franța - d. 28 martie 2009, Los Angeles, Statele Unite ale Americii) a fost un compozitor și dirijor francez. Deși a compus câteva lucrări pentru sala de concert, este cunoscut pentru coloanele sale sonore, în special cele pentru filmele Lawrence of Arabia (1962), Doctor Zhivago (1965) și A Passage to India (1984). Pentru toate trei a câștigat premiul Oscar. Alte coloane sonore marcante includ The Message (1976), Dead Poets Society (1989) și Ghost (1990).

## Copilăria
Jarre a început să studieze muzica târziu, în comparație cu ceilalți compozitori. Prima dată a luat cursuri de inginerie de la cunoscuta Universitate din Sorbona. Totuși, a decis să urmeze educația sa muzicală. A părăsit Universitatea din Sorbona și, împotriva voinței tatălui său, a intrat la Conservatorul din Paris pentru a studia compoziția, armonia și a ales percuția ca instrumentul său principal. A devenit directorul teatrului Théâtre National Populaire și a compus prima sa coloană sonoră în 1951.

## Muzica de film
În 1961, cariera muzicala a lui Jarre a cunoscut un moment deosebit când producătorul Sam Spiegel i-a cerut să compună muzica din filmul Lawrence of Arabia, pentru care a câștigat primul său premiu Oscar. A urmat un alt mare succes cu filmul Doctor Zhivago, pentru care a câștigat al doilea premiu Oscar.
Jarre a continuat să compună muzica de film care i-au adus câteva premii și recunoștință. A compus muzica pentru filmul lui Luchino Visconti, The Damned (1969) și filmul lui John Huston The Man Who Would Be King (1975).
A fost iarăși nominalizat la Oscar pentru muzica din filmul The Message în 1976, pentru regizorul și producătorul Moustapha Akkad. A urmat Top Secret (1984), Julia and Julia (1987), Dead Poets Society (1989), pentru care a câștigat Premiul Academiei Britanice, și Jacob's Ladder (1990).
Muzica sa pentru seriale include muzica pentru miniseria Jesus of Nazareth (1977), regizat de Franco Zeffirelli, Shogun (1980) și tema pentru PBS, Great Performances.
În 1990 Jarre a fost încă o dată nominalizat la Oscar pentru muzica sa din filmul Ghost. Muzica sa pentru scena finală este bazată pe Unchained Melody, compusa de un alt compozitor de muzică de film, Alex North.

## Alte lucrări
Alte lucrari ale sale includ muzica pentru Witness, tema sa de dragoste pentru Fatal Attraction și muzica pentru After Dark, My Sweet. Muzica sa pentru filmul lui David Lean, Ryan's Daughter (1970), a cărui actiune se petrece în Irlanda, este plină de muzică de origine irlandeză. Melodia filmului, It Was A Good Time, a fost înregistrată de artiști celebri cum ar fi Liza Minelli. În anii '80, Jarre a trecut la science fiction, cu muzica pentru Enemy Mine (1985) și Mad Max Beyond Thunderdome (1985).
Actualmente retras oficial, Jarre a compus ultima sa coloană sonoră în 2001, pentru filmul despre Holocaust, Uprising. Din 2001 are o stea pe Walk of Fame din Hollywood.

## Stil muzical
Jarre a compus în mare parte muzică orchestrală, dar a început să adauge și sintetizatoare în anii 1980. Coloanele sonore electronice ale lui Jarre din anii '80 includ Fatal Attraction, The Year of Living Dangerously și No Way Out. Câteva din coloanele sale sonore din acea perioada includ și o combinație de muzică electronică cu muzică acustică, pentru filme ca Gorillas in the Mist, Dead Poets Society și Jacob's Latter.

## Viața personală
Maurice a fost căsătorit de patru ori.
Este tatăl lui Jean Michel Jarre, un compozitor francez care este unul din promotorii muzicii electronice. Fiul său cel mai mic, Kevin, este un scenarist, care a lucrat în filme ca Tombstone și Glory.

## Nominalizări și premii

### Premiile Oscar
- 1991 - Ghost
- 1989 - Gorillas in the Mist
- 1986 - Witness
- 1985 - A Passage to India
- 1978 - The Message
- 1973 - The Life and Times of Judge Roy Bean (nominalizare pentru cea mai buna melodie)
- 1966 - Doctor Zhivago
- 1964 - Les Dimanches de Ville d'Avray
- 1963 - Lawrence of Arabia

### Globurile de Aur
- 2001 - Sunshine
- 1996 - A Walk In The Clouds
- 1989 - Gorillas in the Mist
- 1987 - The Mosquito Coast
- 1986 - Witness
- 1985 - A Passage to India
- 1976 - The Man Who Would Be King
- 1973 - The Life and Times of Judge Roy Bean (nominalizare pentru cea mai buna melodie)
- 1967 - Paris brûle-t-il?
- 1966 - Doctor Zhivago
- 1963 - Lawrence of Arabia

### Premiile Grammy
- 1989 - Fatal Attraction
- 1986
  - A Passage to India
  - Witness
- 1972 - Ryan Daughter
- 1967 - Doctor Zhivago
- 1964 - Lawrence of Arabia

### Premiile BAFTA
- 1990 - Dead Poets Society
- 1986
  - Witness
  - A Passage to India